# Lama (album)
Pour les articles homonymes, voir Lama.
Albums de Serge Lama
Amald'âme Serge Lama chante les autres
Lama est un album studio de Serge Lama sorti chez WEA en 1994.

## Titres
L'ensemble des textes est de Serge Lama.
| No  | Titre                                    | Musique      | Durée |
| --- | ---------------------------------------- | ------------ | ----- |
| 1.  | Je ne veux pas parler                    | Alice Dona   | 3:16  |
| 2.  | L'amour avec elle                        | Alice Dona   | 3:40  |
| 3.  | Je te partage                            | Yves Gilbert | 3:35  |
| 4.  | Neige                                    | Yves Gilbert | 4:25  |
| 5.  | Quand j'irai vers l'or                   | Alice Dona   | 4:57  |
| 6.  | L'amitié c'est quand on n'a pas de fille | Alice Dona   | 3:13  |
| 7.  | La femme qu'on aime                      | Yves Gilbert | 3:17  |
| 8.  | Oh comme les saumons                     | Alice Dona   | 4:33  |
| 9.  | Château en ruine                         | Yves Gilbert | 4:01  |
| 10. | Je suis un homme                         | Yves Gilbert | 4:45  |
| 11. | Tel père, tel fils                       | Alice Dona   | 4:55  |